# Frédo Garel
Frédo Garel (Alfred Garel de son nom de naissance), né le 18 mars 1925 à Rennes (Ille-et-Vilaine) et mort le 30 août 2014 à Saint-Jacques-de-la-Lande, est un dirigeant et entraîneur sportif français, auteur d'ouvrages sur l'entraînement et la préparation du footballeur.

## Biographie

### Un militant des patronages
Né à Rennes, Frédo Garel est issu des patros rennais où il fait ses débuts de joueur et auxquels il reste toujours attaché. Il assume d'importantes responsabilités au sein de la Fédération sportive et culturelle de France (FSCF) : membre de la commission technique de football, de la commission de pédagogie fédérale et responsable des stages FSCF, il publie à partir de 1965 dans le bulletin Les Jeunes, une soixantaine d'articles techniques qui sont à l'origine de ses deux ouvrages publiés ensuite chez Amphora, ; un troisième suit quelques années plus tard.

### Carrière en France
En dépit de quelques brèves interruptions, la carrière de Frédo Garel reste attachée à son club d'origine, la Tour d'Auvergne de Rennes :
- entraîneur de la Tour d'Auvergne de Rennes ;
- entraîneur du Havre AC (1972-1973) ;
- entraîneur du Stade rennais (intérim en 1975) ;
- conseiller technique régional de la ligue de Bretagne de football ;
- président du club omnisports de la Tour d'Auvergne de Rennes (1987-1993) il reste ensuite à la disposition des débutants de l'école de football de cette association jusqu'à sa mort.

### Carrière internationale
Dans le cadre de ses responsabilités à la FSCF et à la Fédération internationale catholique d'éducation physique et sportive (FICEP) il contribue grandement à l'évolution du football à Madagascar en assurant des sessions de formation de cadres et de perfectionnement de joueurs en 1968, 1978, 1986, 1990, 1996 et 1997. En 1996, outre ses compétences de formateur, il apporte aux stagiaires du matériel (ballons, maillots, chaussures, documentation pédagogique) et le stage se déroule dans les locaux du comité olympique malgache en présence des autorités locales.

### Fin de vie
Le 30 août 2014, âgé de 89 ans, Frédo Garel meurt à Saint-Jacques-de-la-Lande,. Les dons recueillis lors de ses obsèques, célébrées le mardi 2 septembre 2014 en l'église Saint-Yves de Rennes, sont attribués à la Madagaskar Fitaizana ny Herin’ny Zatovo Malagasy (FIHEZAMA), fédération malgache qui entretient des liens étroits avec la FSCF.

## Palmarès
En 1973, il remporte la Coupe Gambardella avec les jeunes du Stade rennais, dont Pierrick Hiard, Jean-Luc Arribart et Christian Gourcuff, qui battent l'Association sportive brestoise (AS Brest) aux tirs au but : 6-5 (1-1 à la fin du temps réglementaire).

## Publications
- Frédo Garel, Football : technique - jeu - entraînement, Paris, Amphora, 1969, 291 p. (ISBN 978-2-85180-006-0). Rééditions ultérieures avec compléments[15].
- Frédo Garel, La préparation du footballeur : 250 séances d'entraînement, Paris, Amphora, 1974, 294 p. (ASIN B003WWFO6I). Rééditions ultérieures avec compléments.
- Frédo Garel, Enseignement du foot-ball et structures du club, perfectionnement de l'élite, Paris, Amphora, 1980, 260 p. (ASIN B003RH18UE).